# Tema del traidor y del héroe
Tema del traidor y del héroe es un cuento del escritor argentino Jorge Luis Borges, que se incluyó en la colección Ficciones (1944), bajo el epígrafe de Artificios. Originalmente fue publicado en el número 112 de la revista Sur.
Es uno de los cuentos más breves de Borges, de apenas mil palabras. El autor cuenta al principio que es solo un argumento que ha imaginado «bajo el notorio influjo de Chesterton (discurridor y exornador de elegantes misterios) y del consejero áulico Leibniz (que inventó la armonía preestablecida)» y que faltan «pormenores, rectificaciones, ajustes; hay zonas de la historia que no me fueron reveladas aún».
Este cuento fue adaptado al cine por Bernardo Bertolucci en 1970, en la película La estrategia de la araña (Strategia del ragno).

## Argumento
Tema del traidor y del héroe cuenta la historia de un investigador, Ryan, que descubre misteriosas coincidencias entre las circunstancias de la muerte de Julio César con las del héroe revolucionario irlandés Fergus Kilpatrick, que murió asesinado en un teatro en la víspera de la revolución que había planeado. Pero cuando descubre también coincidencias entre la conversación que tuvo Kilpatrick con un mendigo el día de su muerte y la obra de Shakespeare Macbeth, que su principal seguidor, James Alexander Nolan había traducido al gaélico los dramas principales de Shakespeare, así como escrito un artículo sobre los Festspiele de Suiza, «vastas y errantes representaciones teatrales, que requieren miles de actores y que reiteran hechos históricos en las mismas ciudades y montañas donde ocurrieron» y que Kilpatrick ordenó la ejecución de un traidor en el último cónclave antes de la revolución, deduce la verdad detrás de la historia popular. Nolan había descubierto que el traidor que buscaban era el mismo Kilpatrick, pero para no perjudicar a la revolución, cuyo principal representante para el pueblo era Kilpatrick, decidió que la ejecución del traidor se usaría para fomentar el estallido revolucionario. Así, planeó todas las palabras que diría Kilpatrick, todo lo que haría antes de ser asesinado por un misterioso personaje en un teatro de Dublín, basándose en las obras de Shakespeare, de forma que quedaran ancladas en el imaginario popular.

## Final alternativo
En septiembre de 2013 investigadores del Programa de investigación y búsqueda de fondos Borgeanos de la Biblioteca Nacional de Argentina encontraron un manuscrito inédito con un final alternativo a la del cuento publicada en Ficciones, no incluido en la versión publicada en la revista Sur, en las páginas del número 112 de dicha revista, el mismo donde originalmente se publicó el relato.